# Фальке, Георг
Георг (Джордж) Фальке (дат. George Falke; 2 марта 1891, 2 марта 1891, Бостон — 1 февраля 1979, Копенгаген) — датский гимнаст, серебряный призёр летних Олимпийских игр 1912 года в командном первенстве по шведской системе. Прадед Картин Граш, датской конькобежки.